# 吉爾伯茨 (伊利諾伊州)
吉爾伯茨（英語：Gilberts）是位於美國伊利諾伊州凱恩縣的一個村落。

## 地理
吉爾伯茨的座標為42°06′02″N 88°21′58″W / 42.10056°N 88.36611°W，而該地最高點為海拔高度274米（即902英尺）。

## 人口
根據2010年美國人口普查的數據，吉爾伯茨的面積為14.35平方千米，當中陸地面積為14.34平方千米，而水域面積為0.01平方千米。當地共有人口6879人，而人口密度為每平方千米479人。